# 托塔康 (亞利桑那州)
托塔康（英語：Totacon）是位於美國亞利桑那州阿帕契縣的一個非建制地區。該地的面積和人口皆未知。

## 地理
托塔康的座標為36°51′00″N 109°25′32″W / 36.85000°N 109.42556°W，而該地的平均海拔高度為1630米（即5348英尺）。